# Chikkapayalagurki, Chik Ballapur
Chikkapayalagurki là một làng thuộc tehsil Chik Ballapur, huyện Kolar, bang Karnataka, Ấn Độ.